# Бейтсон, Пол
Пол Ф. Бейтсон (англ. Paul F. Bateson; 24 августа 1940, Лансдейл, штат Пенсильвания — 15 сентября 2012, штат Пенсильвания) — американский убийца. 14 сентября 1977 года Бейтсон совершил убийство известного на тот момент кинокритика Эддисона Веррилла, с которым он познакомился в одном из гей-баров Нью-Йорка. После ареста Бейтсон по версии следствия признался в совершении убийств ещё 9 гомосексуалистов, часть тел из которых он расчленил и сбросил в реку Гудзон, где в течение 1975—1977 годов из её вод были выловлены останки шестерых человек, личность которых не была установлена. По остаткам одежды и другим различным аксессуарам следствие установило, что погибшие действительно принадлежали к гомосексуальной субкультуре, но в конечном счёте доказательств причастности Бейтсона к этому найдено не было. Несмотря на это, в СМИ Бейтсон безосновательно описывается как серийный убийца.
Серия убийств и события, связанные с арестом Пола Бейтсона, легли в основу сценария, по которому режиссёром Уильямом Фридкиным в 1980 году был снят художественный фильм «Разыскивающий» с Аль Пачино в главной роли. Примечательно, что Уильям Фридкин был знаком с Полом Бейтсоном. В 1973 году Пол исполнил роль медицинского работника в его культовом фильме «Изгоняющий дьявола».

## Ранние годы
Пол Бейтсон родился 24 августа 1940 года в городе Ландсдейл в семье металлурга. Посещал школу «Lansdale Catholic High School», которую окончил в 1959 году. После окончания школы Пол завербовался в армию США. Проходил службу на военных базах, расквартированных на территории Западной Германии. Во время службы Бейтсон начал злоупотреблять алкогольными веществами и приобрёл алкогольную зависимость, вследствие чего стал подвергаться дисциплинарным взысканиям. Из-за хронических проблем с алкоголем он был уволен из рядов армии США в 1963 году и вернулся обратно в Лансдейл, где некоторое время перебивался случайными заработками. В октябре 1964 года Бейтсон переехал в Нью-Йорк, где, будучи бисексуалом, познакомился с молодым человеком, который вскоре стал его сожителем. В этот период он получил медицинское образование. Изучив радиологию, Пол получил специальность радиографиста и вскоре устроился на работу в больницу «NYU Langone Medical Center», где характеризовался друзьями и коллегами крайне положительно. В свободное от работы время Пол вёл праздный образ жизни, предавался большому количеству вечеринок и продолжал увлекаться алкогольными веществами, но не совершал никаких правонарушений, благодаря чему никогда не привлекался к уголовной ответственности. В 1969 году его мать умерла от инсульта, а младший брат совершил самоубийство. Эти события сильно повлияли на его психоэмоциональное состояние, из-за чего Бейтсон вступил в социальный конфликт со своим отцом и начал демонстрировать девиантное поведение. Начиная с 1970 года он начал посещать гей-бары, по причине чего вскоре прекратил отношения со своим другом и в 1973 году переехал в Бруклин, где нашёл жильё в районе Боро-Парк.
В конце 1972 года режиссёр Уильям Фридкин в процессе съёмок своего фильма «Изгоняющий дьявола» посетил больницу, где работал Пол, с целью ознакомиться с медицинскими методами исследования головного мозга. Доктор Бартон Лейн пригласил Фридкина посмотреть методику ангиографии головного мозга и познакомил его с Полом Бейтсоном. В ту эпоху ангиография головного мозга выполнялась путём прокалывания сонной артерии пациента и введении катетера, через который вводили в кровеносную систему пациента специальное вещество, содержащее йод, для получения изображения кровеносных сосудов головного мозга с помощью дальнейшего рентгенологического обследования. В момент прокалывания сонной артерии для введения катетера в месте прокола наблюдалось артериальное кровотечение пульсирующей струёй в ритме сердцебиения. Фридкин был впечатлён работой Лейна и Бейтсона и решил экранизировать процедуру ангиографии в своём фильме, для чего предложил им исполнить роли. Фильм впоследствии получил статус культового, а сцена процедуры ангиографии головного мозга с участием Бейтсона впоследствии была признана зрителями как одна из самых запоминающихся в фильме. Несмотря на то, что впоследствии ангиография головного мозга больше не выполнялась путём прокола сонной артерии, ряд критиков из числа профессоров и докторов медицинских наук высоко отметили работу Фридкина, отметив, что ему удалось достичь натуралистичности в сцене съёмки медицинской процедуры, а сама сцена имеет для медицины историческую ценность, благодаря чему Пол Бейтсон получил определённую известность.
Но из-за хронических проблем с алкоголем в 1975 году Бейтсон вынужден был уволиться из больницы. Он переехал на боро Манхэттен, где остановился в районе Гринвич-Виллидж. Последующие два года Бейтсон занимался низкоквалифицированным трудом, посещал собрания анонимных алкоголиков и боролся с тяжёлой алкогольной зависимостью.

## Убийство Эддисона Веррилла
14 сентября 1977 года полицией было обнаружено тело известного кинокритика, журналиста еженедельника «Variety» 36-летнего Эддисона Веррилла, который был избит и зарезан с помощью холодного оружия. Веррилл был завсегдатаем гей-баров, пользовался популярностью и имел множество знакомых среди представителей гомосексуальной субкультуры. В ходе расследования полицией было установлено, что ценностей и вещей, представляющих материальную ценность, из квартиры похищено не было, хотя на месте убийства были обнаружены следы борьбы. Также было установлено, что в день своей гибели Веррилл находился в гей-баре под названием «Mineshaft», который покинул в 6 утра. Друг Веррилла, журналист и известный активист за соблюдение равных прав в отношении ЛГБТ Артур Белл, после смерти Эддисона написал статью об убийстве, которая была опубликована через несколько дней в еженедельнике «The Village Voice», в которой предположил, что убийство было совершено на почве гомофобии человеком, страдающим психическим расстройством .
Через восемь дней после убийства Артуру Беллу позвонил человек, утверждавший, что он убийца. Звонивший подверг критике предположения журналиста и заявил, что не являлся психопатом. Мотивом убийства, по его словам, послужили материальные трудности и состояние аффекта на фоне алкогольного опьянения. В изложении неизвестного следовало, что он познакомился с Эддисоном Верриллом рано утром 14 сентября в гей-баре «Badlands», где после совместного распития спиртных напитков и употребления наркотических веществ отправились в гей-бар «Mineshaft», который покинули в 6 утра и отправились в квартиру Веррилла, где продолжили употребление алкогольных веществ и занимались сексом. В середине дня Эддисон Веррилл попросил его покинуть апартаменты, после чего между ними произошла ссора, в ходе которой неизвестный признался в том, что избил и зарезал Веррилла, вследствие чего похитил из его квартиры 57 долларов, кредитную карту, документы и некоторую одежду. Артур Белл связался с полицией и изложил телефонный диалог с предполагаемым убийцей. На основании того, что неизвестный располагал достоверной информацией о вещах, похищенных из дома убитого преступником, которая была известна только следствию, полиция предположила, что звонивший причастен к совершению убийства, и в целях оперативно-розыскных мероприятий установила средства для прослушивания телефонных разговоров в квартире Белла. Через некоторое время Беллу позвонил человек из числа уличных осведомителей, который заявил, что убийцей Эддисона Веррилла является Пол Бейтсон. Бейтсон был арестован 24 сентября того же года в своей квартире, будучи в состоянии сильного алкогольного опьянения. Во время осмотра его апартаментов был найден номер еженедельника «The Village Voice» со статьёй Белла. Бейтсон был доставлен в полицейский участок, где написал чистосердечное признание в совершении убийства кинокритика, которое соответствовало той информации, которую он, по версии следствия, поведал Артуру Беллу ранее во время телефонного разговора.

## Суд и обвинение в совершении серии убийств
Во время судебного процесса прокуратура предоставила суду свидетеля по имени Ричард Райан, который заявил, что Бейтсон незадолго до убийства Веррилла признался в убийстве 29-летнего Рональда Кэбо, 40-летнего Дональда МакНивена, 53-летнего Джона Бердсли, которые были зарезаны на территории Нижнего Манхэттена, в своих квартирах, после посещения гей-баров в начале 1973 года. Кроме этого, Райан заявил, что Бейтсон начиная с 1975 года и вплоть до своего ареста аналогичным способом убил ещё 6 гомосексуалистов, останки которых он расчленил и сбросил в реку Гудзон. Тем не менее во время расследования доказательств причастности Пола к этим убийствам найдено не было и ему было предъявлено обвинение только в убийстве Эддисона Веррилла. Бейтсон не признал своей вины и заявил о своей непричастности к совершению других убийств, но на основании письменных признательных показаний, данных им после задержания, был признан виновным и в апреле 1979 года получил в качестве уголовного наказания пожизненное лишение свободы с правом условно-досрочного освобождения по отбытии 20 лет заключения. Во время судебного процесса Бейтсона посетил в окружной тюрьме Уильям Фридкин, который в результате разговора с Полом решил использовать сюжет романа Джеральда Уокера «Разыскивающий», вышедшего в 1970 году, с событиями, связанными с серией нераскрытых убийств гомосексуалистов и расследованием преступлений Бейтсона в качестве сюжета своего нового фильма, который вышел на экраны в 1980 году, съёмочный процесс которого сопровождался пикетами и другими акциями массового протеста среди представителей гомосексуальной субкультуры Нью-Йорка, обвинявших Фридкина в гомофобии.

## Смерть
Отбыв в заключении 20 лет, Пол Бейтсон подал ходатайство на условно-досрочное освобождение в 1997 году, но ему было отказано. В 2003 году он во второй раз подал ходатайство, которое было удовлетворено, вследствие чего Бейтсон вышел на свободу 25 августа 2003 года на следующий день после своего 63-го дня рождения. Он вернулся в Нью-Йорк и вскоре нашел жильё в небольшом городе Фрипорт, в западной части острова Лонг-Айленд. В начале 2010 гг. Бейтсон переехал на территорию штата Пенсильвания, где, по одной из версий, умер 15 сентября 2012 года. После освобождения Бейтсон вел затворнический образ жизни и избегал публичности, благодаря чему о событиях его дальнейшей жизни ходило множество противоречивой и недостоверной информации. В частности, Уильям Фридкин в 2018 году во время интервью заявил, что располагает сведениями о том, что Бейтсон жив и проживает в северной части штата Нью-Йорк, однако эта информации впоследствии не подтвердилась.

## В массовой культуре
Пол Бейтсон появляется во втором сезоне телесериала «Охотник за разумом». Роль Пола исполнил канадский актер Морган Келли.